# Itezhi Tezhi
Itezhi Tezhi é uma cidade e um distrito da Zâmbia, localizados na província Sul.